# Wonder Girls
Wonder Girls (кор. 원더걸스) — южнокорейская гёрл-группа, сформированная в 2006 году музыкальным продюсером Пак Чинёном и дебютировавшая в 2007 году под руководством JYP Entertainment. Финальный состав группы состоял из Юбин, Йеын, Сонми и Херим. Соне и Сохи покинули коллектив осенью 2015 года, в то время как Хёна во второй половине 2007 года. В США продвижением занималось Creative Artists Agency.
Впервые на американском рынке Wonder Girls дебютировали в 2009 году, когда открывали концерты Jonas Brothers в рамках их мирового тура, выступая с англоязычной версией своего хита «Nobody». В том же году сингл попал на 76 место Billboard Hot 100, сделав их первой южнокорейской группой в истории, которая смогла попасть в данный чарт. В 2010 году группа дебютировала на китайском рынке с китайскими версиями их синглов «Tell Me», «So Hot» и «Nobody». В 2012 году был подписан контракт с DefStar Records для японского дебюта. За всю свою карьеру они выпустили три студийных альбома: The Wonder Years (2007), Wonder World (2011) и Reboot (2015). По последним данным, в Америке было продано свыше 19 тысяч копий их альбомов.
Wonder Girls известны как «ретро-королевы Южной Кореи», так как их музыка содержала элементы 60-х, 70-х и 80-х годов прошлого века.
26 января 2017 года группа была официально расформирована из-за проблем с продлением контрактов у некоторых участниц. 10 февраля состоялся релиз прощального сингла «Draw Me», который также был приурочен к 10-летию коллектива.

## Карьера

### 2006−07:MTV Wonder Girls, дебют и изменения в составе

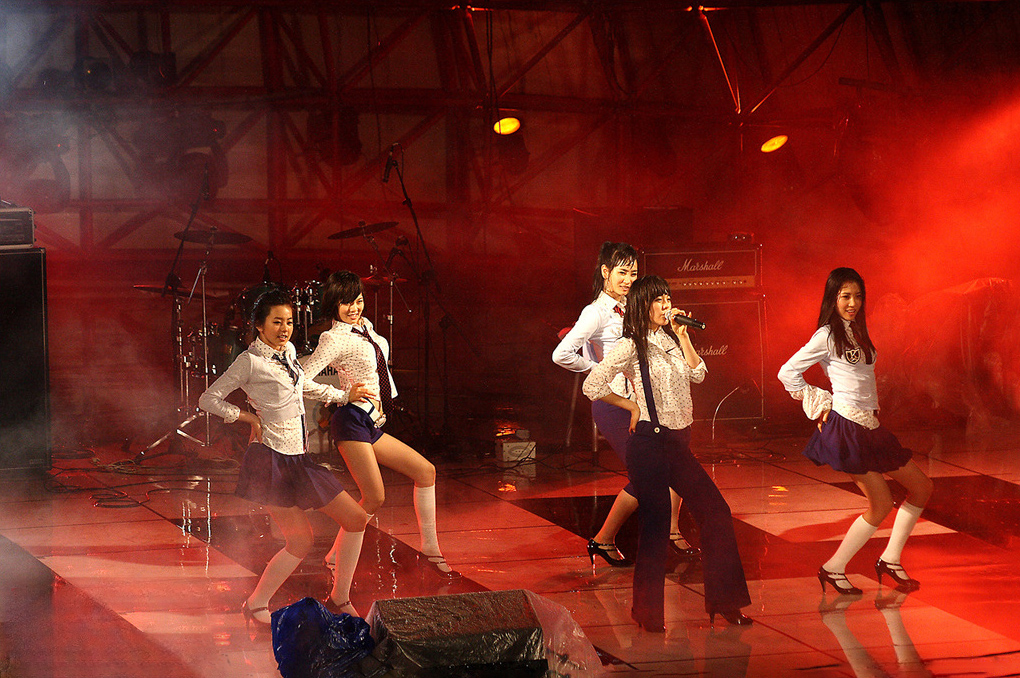
Wonder Girls на выступлении в Университете Хаяна, март 2007 года. Слева направо: Сохи, Хёна, Еын, Соне и Сонми

В мае 2006 года, после объявления Пак Джинёна о запуске его первой женской группы, участницы Wonder Girls были представлены через телешоу MTV Wonder Girls. Первые четыре эпизода раскрывали профайлы мемберов. Сразу после того как Еын была представлена пятой участницей, у группы прошёл их первый шоукейс в MTV Studio. Они исполнили кавер-версию хита «Don’t Cha» и свои оригинальные песни — «Irony» и «미안한 마음(It’s Not Love)». Соне спела свою версию песни «Stand Up for Love», пока Хёна представляла свои танцевальные навыки. Еын, Сонми и Сохи выступили с «Together Again».
Официально Wonder Girls дебютировали в начале 2007 года с хип-хоп синглом «Irony» с их дебютного мини-альбома The Wonder Begins. За год было продано 11 454 физических копии. Немного позже было объявлено официальное название фандома — «Wonderfuls». Группа провела несколько шоукейсов в Китае после получения нескольких уроков по китайскому языку. В середине года многие участницы столкнулись с проблемами со здоровьем и травмами. 25 июня Сохи получила разрыв связок после съёмок своего фильма «뜨거운 것이 좋아(I Like Hot)». Остальные участницы продолжали выступления до конца июля, прежде чем Хёна ушла из группы по настоянию родителей из-за хронического гастроэнтерита и обмороков. Осенью агентство Good Entertainment отправило JYP свою трейни Юбин, которая заменила Хёну. Она дебютировала три дня спустя на выступлении с «Tell Me» на Music Bank.
Их первый студийный альбом The Wonder Years был выпущен в ту же неделю, что и лид-сингл. Из-за того, что Юбин присоединилась к группе уже после записи песен, оригинальная версия сингла не содержала её партий, но в лайв-версии она выступала со своими строчками. «Tell Me» стала хитом в Корее и Таиланде. Хореография была достаточно простой, и в скором времени её начали пародировать, выкладывая видео на YouTube и Daum. Наибольшую популярность набрал видеоролик, в котором танец танцуют полицейские, и они даже получили приглашение выступить на шоу Star King. Вирусный танец получил название «Tell Me Virus». Wonder Girls активно занимались промоушеном своего альбома, и в конце года начали выступать со вторым синглом «이 바보(This Fool)». MTV также начал трансляцию реалити-шоу The Wonder Life.

### 2008: Прорыв в карьере

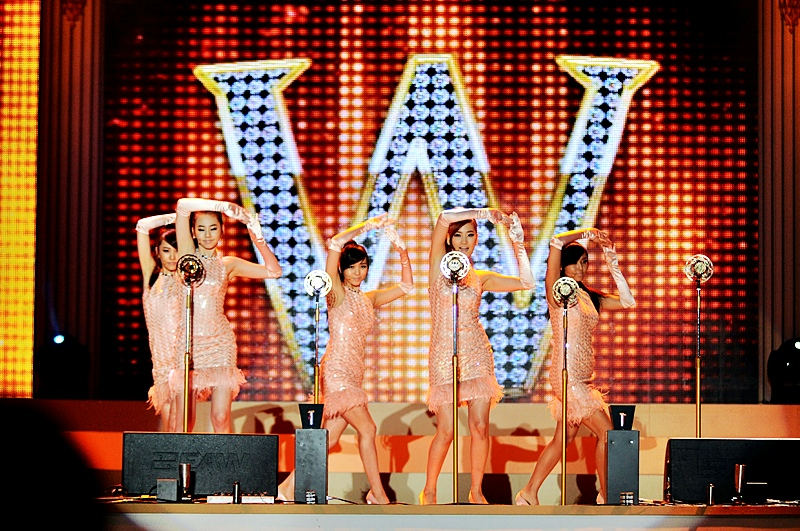
Wonder Girls на открытии 2008 BICHE, октябрь 2008 года. Слева направо: Сонми, Сохи, Соне, Еын и Юбин

В феврале 2008 года Wonder Girls присоединились к своему продюсеру как специальные гости его тура по Корее и США, и снимали свой клип на песню «Wishing on a Star», пребывая в Нью-Йорке. 22 мая был выпущен сингл «So Hot», который вскоре возглавил ряд корейских чартов. В середине года они выступали на Music Core, и Юбин пришлось выступать под фонограмму по настоянию врачей из-за простуды.
После очень короткого перерыва группа вернулась в начале осени. Сингл «Nobody» был выпущен в цифровом формате, а также состоялась премьера полной версии видеоклипа. В ту же неделю они выступили на Music Core, Music Bank и Inkigayo. Песня стала № 1 на Music Bank и удерживала статус лучшей на протяжении четырёх недель, и также выиграла номинацию «Песня месяца» в сентябре и октябре. Хореография «Nobody» также стала популярной в Корее.
На премии Mnet KM Music Festival Awards Wonder Girls выиграли три номинации: «Песня Года», «Лучший видеоклип» («Nobody») и «Лучшая женская группа». На Golden Disk Awards они получили награду за высокие цифровые продажи. На Seoul Music Awards они выиграли номинацию «Артист Года».
В октябре группа подписала контракт с Creative Artists Agency. К концу года они заработали 12 миллиардов вон (9 миллионов долларов) как группа.

### 2009−10: Фокусировка на международной деятельности, тур и изменения в составе

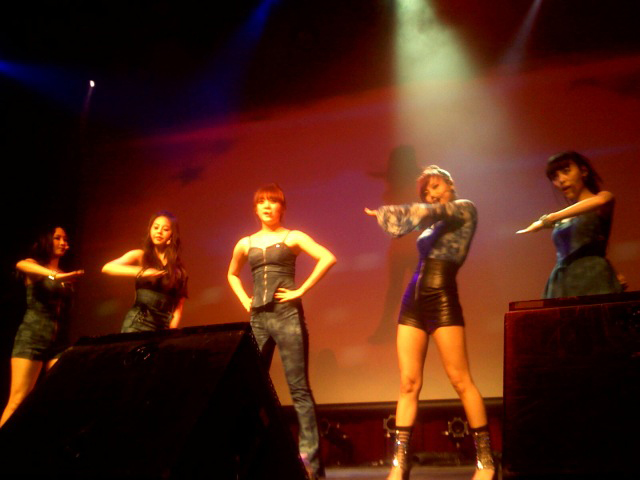
Wonder Girls выступают в Сан-Франциско, июнь 2010 года. Слева направо: Еын, Сохи, Херим, Юбин и Соне

Тур Wonder Girls начался 28 февраля 2009 года в Бангкоке. Как и их основатель Пак Чин Ён, они провели серию концертов в США. Потом группа вернулась в Корею, и провела концерты в Сеуле и Пусане. Тур был записан для реалити-шоу Welcome to Wonderland. Во время тура группа представила видеоклип на песню «Now».
В марте было подтверждено, что Wonder Girls начнут карьеру в США, и что англоязычная версия «Nobody» будет выпущена летом. Чуть позже объявили, что появится английская версия «Tell Me» и будет выпущен англоязычный альбом. В июне JYP анонсировали, что группа будет выступать в североамериканской части тура Jonas Brothers. Чтобы сфокусироваться на подготовке к американскому дебюту, Сохи и Сонми пришлось оставить старшую школу. Английская версия «Nobody» была выпущена 26 июня, за день до начала гастролей с Джонас. Изначально Wonder Girls должны были выступать лишь на 13 концертах, но в итоге менеджеры попросили их присутствовать на всех 45 запланированных концертах в Северной Америке. В октябре сингл попал в Billboard Hot 100, что стало историческим событием для корейской музыки — они стали первыми, кто достигли подобного результата. Песня также стала № 1 в Таиланде и Гонконге.
22 января 2010 года JYP объявили о том, что Сонми приостанавливает деятельность в группе, чтобы продолжить обучение, и трейни Херим заменит её. До конца февраля Сонми была в группе для завершения всех назначенных на февраль мероприятий. Её уход привёл многие американские планы коллектива в замешательство. Wonder Girls готовили английский альбом, состоящий из англоязычных версий их синглов и половины нового материала, релиз которого был назначен на февраль. Они также планировали начало тура на январь, однако из-за ухода Сонми все планы были заторможены, а выпуск альбома в конечном итоге был сорван.
5 апреля Wonder Girls анонсировали 20-ти концертный тур по США и Канаде под названием The Wonder World Tour, где 2PM должны были выступать на разогреве на девяти концертах. В сет-лист каждого шоу входили англоязычные версии корейских хитов, каверы на популярные английские песни и новые песни с их тогда ещё будущего альбома. Тур стартовал 4 июня в Вашингтоне. Позже были добавлено ещё несколько дат, где на разогреве выступали уже 2AM. 15 мая был выпущен мини-альбом 2 Different Tears, песни для которого были записаны сразу на трёх языках: английском, корейском и китайском. С 15 по 31 мая группа находилась в Корее для промоушена корейской версии нового материала. 22 мая состоялось их выступление на M! Countdown, а 27 мая они одержали там победу. 29 мая они завершили свой промоушен выступлением на Music Core. За две недели они успели также появиться на различных телепередачах.
29 июля состоялась премьера четвёртого сезона MTV Wonder Girls, в котором рассказывалось об их жизни в США и о подготовке к MTV World Stage Live in Malaysia 2010.

### 2011−12:Wonder Worldи международная деятельность

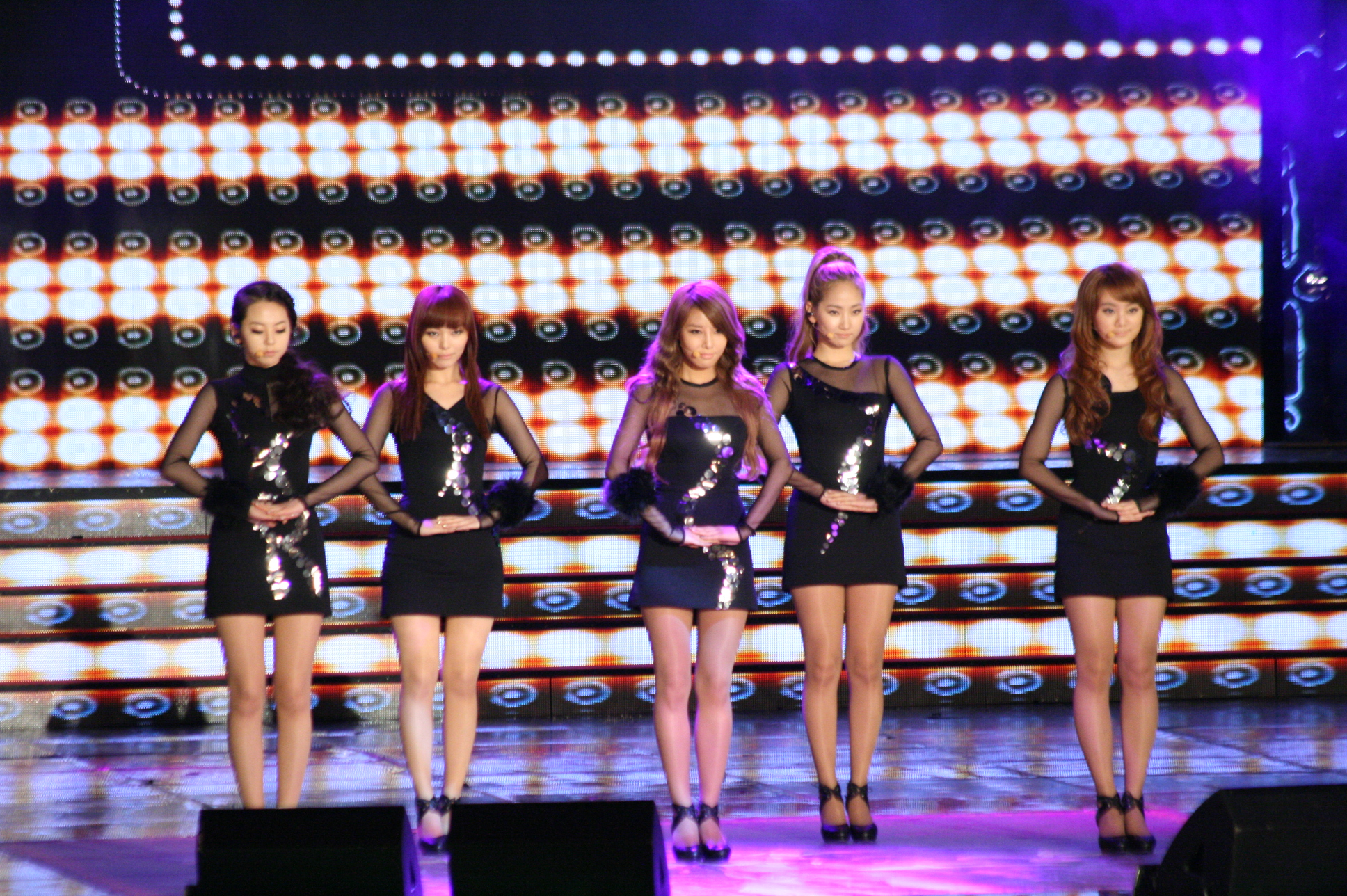
Wonder Girls выступают на Korea Entertainment Awards, ноябрь 2011 года. Слева направо: Сохи, Соне, Юбин, Еын и Херим

В январе 2011 года появилось больше информации о новом альбоме группы. В своём Твиттере Пак Чин Ён написал, что сочинил новую песню во время съёмок дорамы «Одержимые мечтой», и что не только он является продюсером альбома. Вице-президент JYP Entertainment в Америке рассказал, что в новом альбоме ожидается около шести или семи новых песен. Родни Джеркинс и Клод Келли были объявлены одними из тех, кто принимал участие в создании пластинки, а также стало известно, что альбом будет выпущен под тремя главными американскими лейблами.
30 июня было анонсировано, что Wonder Girls приглашены на церемонию закрытия Специальной Олимпиады в Афины, Греция. Они выступили с традиционной фолк-композицией «Ариран», с английской версией «Nobody» и корейской версией «Tell Me». 5 августа группа появилась в программе Mashup Monday, выступив с кавером на песню «Nothin' on You». 9 октября официальный представитель коллектива заявил: «[Англоязычный] альбом будет спродюсирован в формате саундтрека. Мы будем планировать концерты так, чтобы прочувствовать песни, и это будет противоположно ретро, это будет больше поп-музыка. Wonder Girls вернутся с совершенно другим имиджем, так что следите за этим».
23 октября на здании JYP появился баннер с надписью «R U Ready?» и новым логотипом группы. Wonder World стал вторым студийным альбомом и был выпущен 7 ноября вместе с синглом «Be My Baby». Камбэк состоялся 11 ноября на Music Bank и продолжался до января 2012 года. Выход англоязычного альбома планировался на лето 2012 года. 3 июня 2012 года был выпущен мини-альбом Wonder Party. В том же месяце объявили, что группа заключила контракт с DefStar Records для своего дебюта в Японии с японской версией сингла «Nobody», названной «Nobody for Everybody». 10 июля был выпущен американский сингл «Like Money» вместе с Эйконом, ставший последним англоязычным релизом группы. 14 ноября был выпущен японский сборник Wonder Best.

### 2013−14: Перерыв
В ноябре 2012 года Соне объявила, что выходит замуж в январе 2013 года; JYP в свою очередь объявили о том, что коллектив уходит на перерыв. Своё последнее выступление они провели в Пхёнчхане 5 февраля.
В октябре 2013 года у Соне родилась дочь. JYP Entertainment отрицали уход Соне из группы, а также добавили, что она по-прежнему будет считаться участницей несмотря на статус неактивности. Однако в декабре 2014 года Соне официально ушла из развлекательной индустрии, чтобы сосредоточиться на семье и на благотворительной миссии в Гаити со своим мужем. В декабре 2013 года Сохи покинула JYP и подписала контракт с KeyEast Entertainment для развития актёрской карьеры.
В августе 2013 года Сонми вернулась на сцену в качестве сольного артиста с сольным синглом «24 Hours». В феврале 2014 года она выпустила свой дебютный мини-альбом Full Moon.
23 июля 2014 года было объявлено, что Еын дебютирует как сольный артист под псевдонимом Ha: tfelt. Её дебютный мини-альбом Me? был выпущен 31 июля.

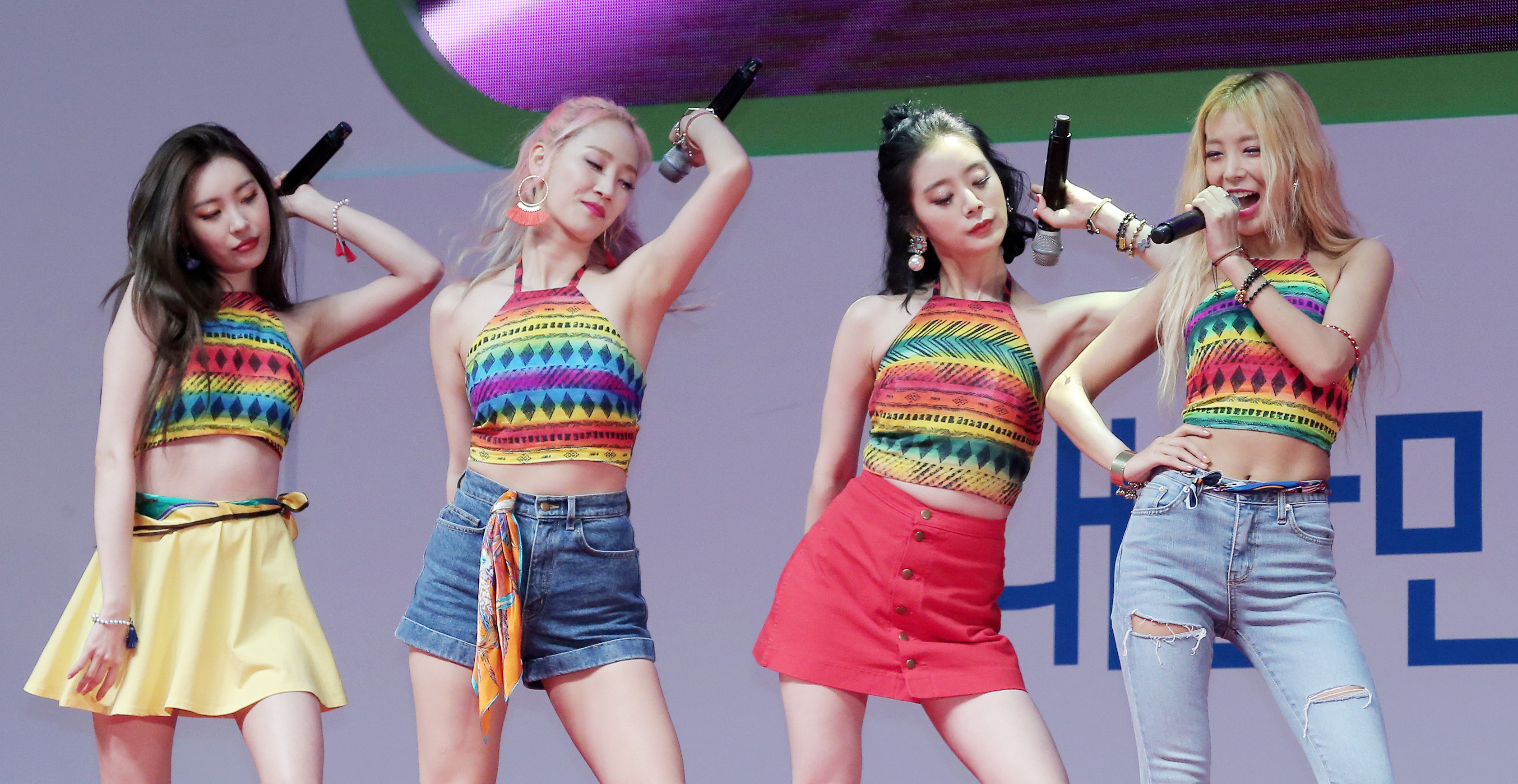
Wonder Girls выступают на South Korean Olympic team, июль 2016 года. Слева направо: Сонми, Еын, Херим и Юбин

### 2015: Изменения в составе и камбэк сReboot
24 июня 2015 года JYP Entertainment объявила о возвращении Wonder Girls после двухлетнего перерыва. Представитель агентства также подтвердил, что бывшая участница Сонми вернётся в группу после ухода в 2010 году. Камбэк группы отличался тем, что они добавили игру на музыкальных инструментах: Юбин на барабанах, Еын на клавишной гитаре, Херим на гитаре и Сонми на бас-гитаре. Стиль их музыки был похож на некоторые предыдущие релизы. 2 августа был выпущен сингл «I Feel You», а 3 августа альбом, получивший название Reboot. Альбом имел коммерческий успех, дебютировав на 2 месте в Gaon Albums Chart и на 5 в Billboard World Albums Chart.
2 октября было объявлено, что Wonder Girls станут ведущими новыми выпуска Saturday Night Live Korea. Они выступили с «I Feel You», «Nobody» и «Tell Me». Reboot стал № 1 в списке «10 лучших к-поп альбомов 2015» по версии Billboard и № 18 в списке «20 лучших альбомов 2015» по версии Fuse TV.

### 2016−17:Why So Lonelyи расформирование
5 июля 2016 года состоялся релиз синглового альбома Why So Lonely. Одноименный сингл имел успех в Корее, дебютировав на 1 месте в Gaon Digital Chart. 12 июля группа впервые выступила на The Show, и на той же неделе они одержали победу. 19 июля они выступили на South Korean Olympic Team.
26 января 2017 JYP Entertainment объявили о том, что Wonder Girls официально расформированы; Херим и Юбин продлят контракты с компанией, а Сонми и Еын решили покинуть агентство. 10 февраля был выпущен последний сингл «Draw Me», приуроченный также к 10-летию группы.

## Участницы

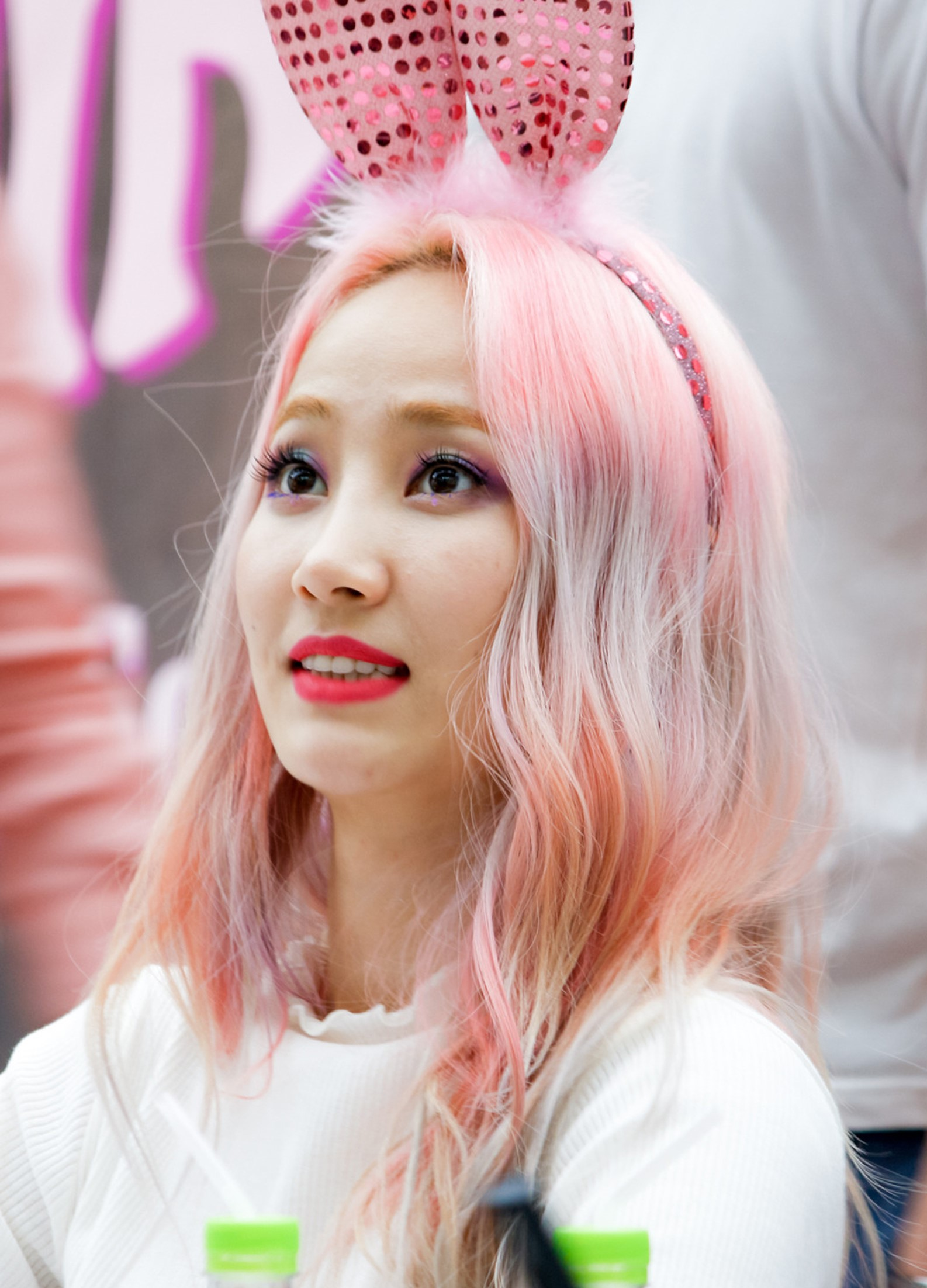
Еын
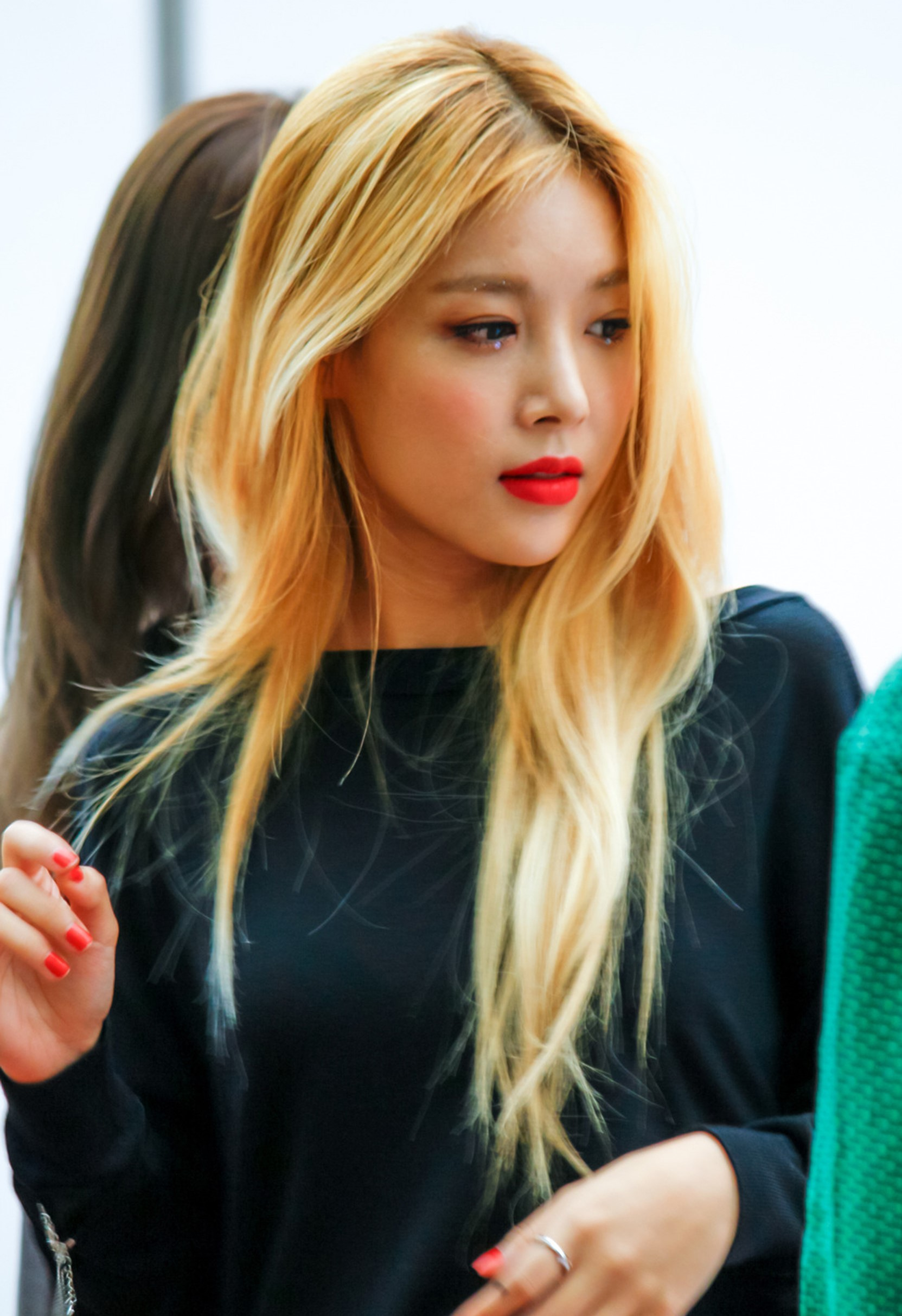
Юбин
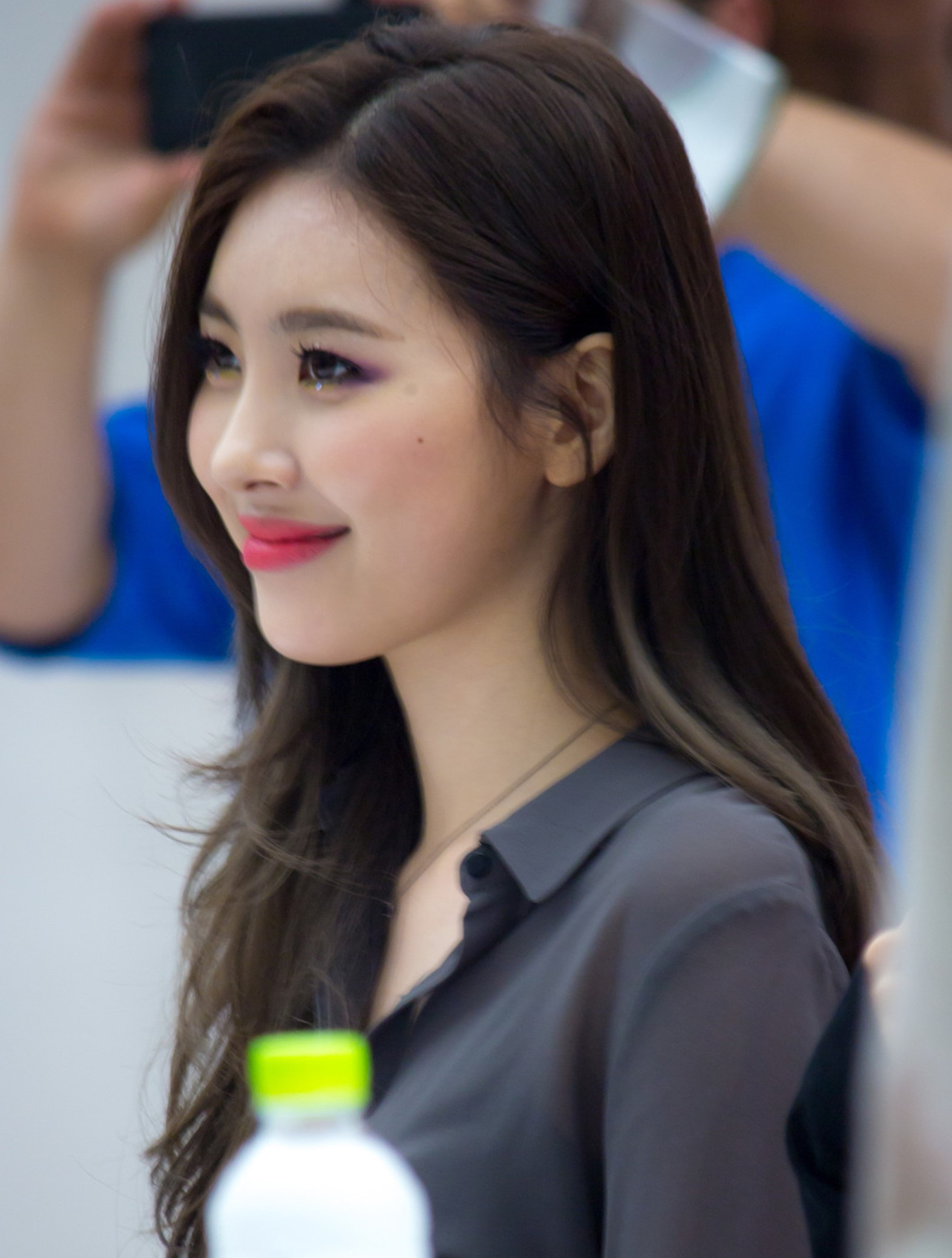
Сонми
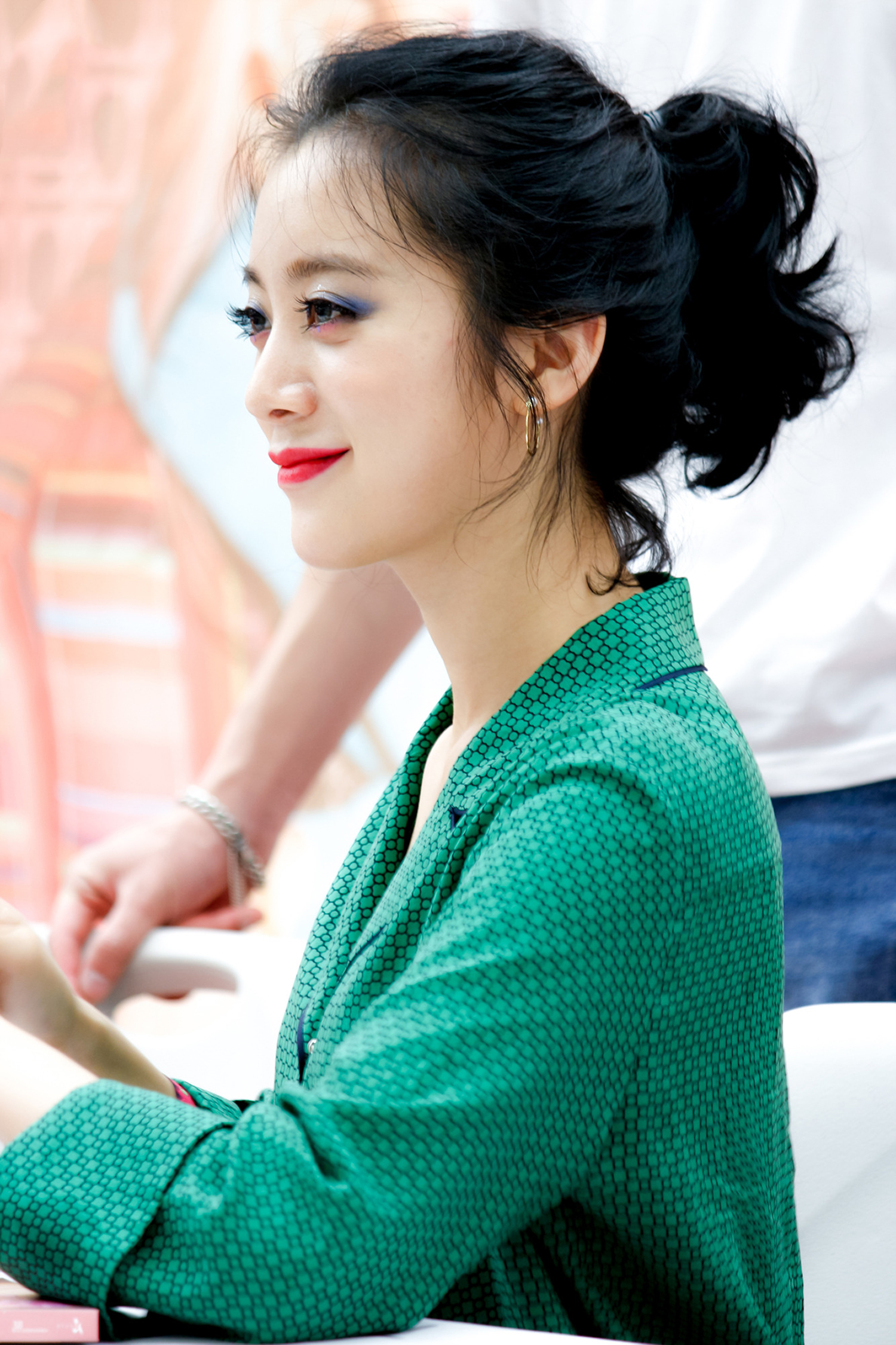
Херим

### Финальный состав
| Сценический псевдоним, годы активности | Сценический псевдоним, годы активности | Настоящее имя | Настоящее имя | Дата рождения | Позиция в группе                                         |
| Основной                               | Другой                                 | На русском    | Хангыль       | Дата рождения | Позиция в группе                                         |
| -------------------------------------- | -------------------------------------- | ------------- | ------------- | ------------- | -------------------------------------------------------- |
| Еын                                    | Yeeun                                  | Пак Е Ын      | 박예은        | 26.05.1989    | Второй лидер, главная вокалистка, клавишные, ритм-гитара |
| Юбин                                   | Yubin                                  | Ким Ю Бин     | 김유빈        | 04.10.1988    | Главный рэпер, вокалистка, барабаны, вижуал              |
| Сонми                                  | Sunmi                                  | Ли Сон Ми     | 이선미        | 02.05.1992    | Главная вокалистка, бас-гитара                           |
| Херим                                  | Hyerim                                 | У Хе Рим      | 우혜림        | 01.09.1992    | Вокалистка, рэпер, гитара, макнэ                         |

### Бывшие участницы
| Сценический псевдоним, годы активности | Сценический псевдоним, годы активности | Настоящее имя | Настоящее имя | Дата рождения | Позиция в группе                 |
| Основной                               | Другой                                 | На русском    | Хангыль       | Дата рождения | Позиция в группе                 |
| -------------------------------------- | -------------------------------------- | ------------- | ------------- | ------------- | -------------------------------- |
| Хёна                                   | Hyuna                                  | Ким Хён А     | 김현아        | 06.06.1992    | Главный рэпер, вокалистка        |
| Сохи                                   | Sohee                                  | Ан Со Хи      | 안소희        | 27.06.1992    | Вокалистка, вижуал               |
| Соне                                   | Sunye                                  | Мин Сон Е     | 민선예        | 12.08.1989    | Первый лидер, главная вокалистка |

## Фан-клуб
- Официальное название: Wonderful
- Официальный цвет: Перламутр (Pearl Burgundy)

## Дискография
| Студийные альбомы - The Wonder Years (2007) - Wonder World (2011) - Reboot (2015) Мини-альбомы - The Wonder Years: Trilogy (2008) - Wonder Party (2012) | Мини-альбомы - Nobody for Everybody (2012) Мини-альбомы - 2 Different Tears (2010) |

## Фильмография

### Реалити-шоу
- 2006—10: MTV Wonder Girls
- 2008: Wonder Bakery
- 2009: Welcome to Wonderland
- 2010: Made in Wonder Girls

### ТВ-шоу
- 2007: SBS Gayo Daejeon Music Drama с Big Bang
- 2009: The Wendy Williams Show
- 2009: So You Think You Can Dance (6 сезон)